# Chaczkar w Kartuzach
Chaczkar w Kartuzach – ormiańska kamienna stela ustawiona w 2022 roku przy kolegiacie w Kartuzach.

## Historia
Chaczkar został odsłonięty i poświęcony 18 września 2022 podczas specjalnej uroczystości, na którą zaproszono m.in. ambasadora ormiańskiego w Polsce. Został on ufundowany przez społeczność ormiańską zamieszkującą Kartuzy i powiat kartuski w dowód wdzięczności za życzliwe przyjęcie w Polsce. Inicjatywa wyszła od zawodników klubu zapaśniczego GKS Cartusia Kartuzy, przybyłych do miasta w ramach współpracy z ormiańskimi klubami w 1993.

## Opis
Chaczkar został wykonany z armeńskiego tufu wulkanicznego i ma typowe cechy, w tym misternie rzeźbioną tzw. plecionkę, charakterystyczną dla pomników, które powstają na terenie Armenii.